# Национальный день донора в Иране

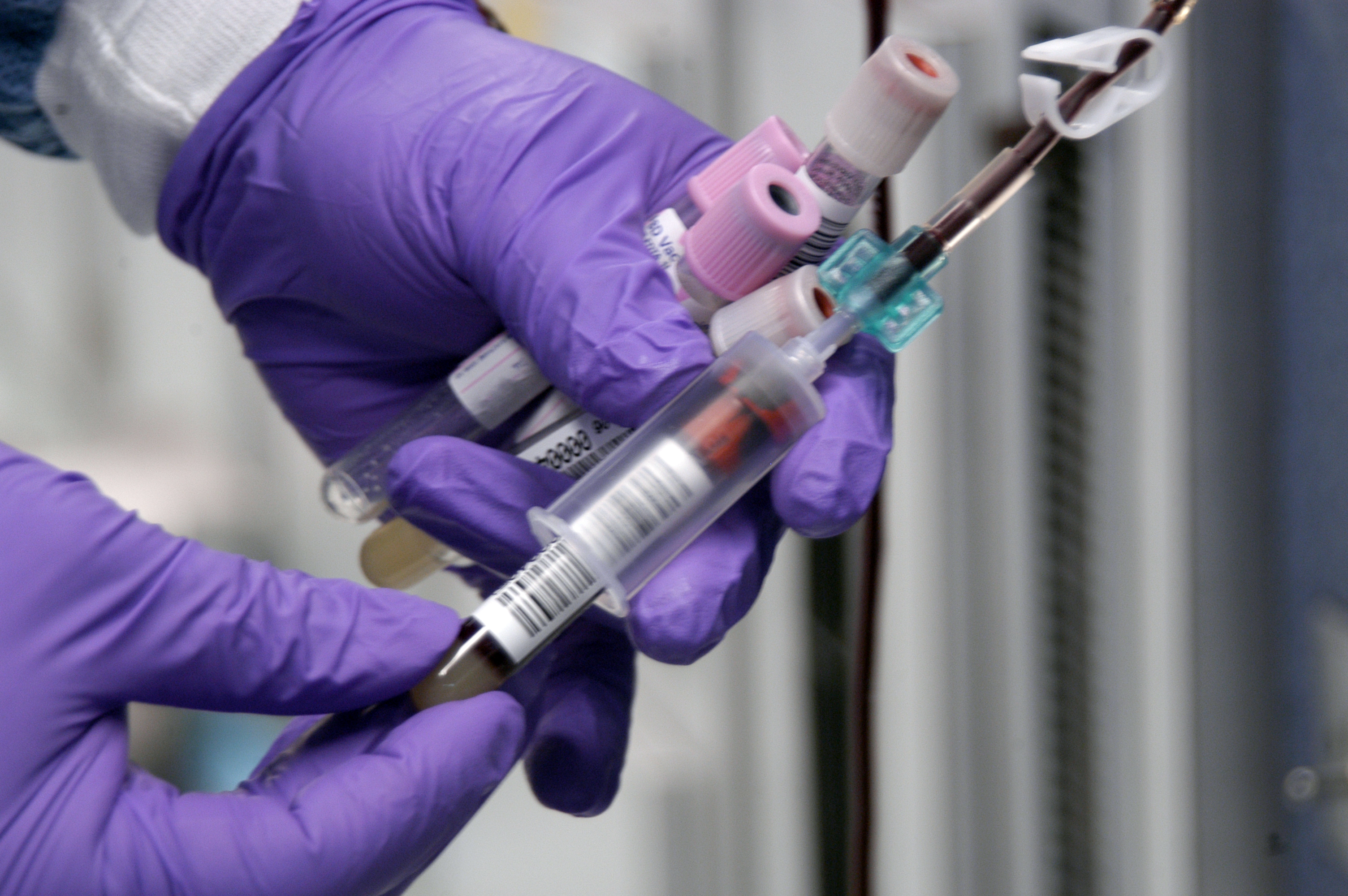

Национальный день донора (Иран) (перс. روز اهدای خون در ایران‎, Ruz-e ehda-ye khun dar Iran) — ежегодный праздник, отмечаемый в Иране 31 июля (9 мордада по иранскому календарю).

## История праздника
В 1974 году (1353 год по иранскому летоисчислению) в Иране была создана Организация переливания крови (перс. سازمان انتقال خون Sazman-e enteqal-e khun), чтобы урегулировать ситуацию с донорской кровью в стране, а также с целью развития культуры донорства и безопасного и бесплатного обеспечения кровью и её компонентами нуждающихся, в особенности, людей, страдающих от талассемии, гемофилии и лейкемии. С тех пор каждый год 31 июля празднуется день основания этой организации, получивший название «Национальный день донора».

## Обязанности Организации переливания крови
Организация переливания крови занимается забором крови у добровольных доноров, подготовкой крови для спасения жизни больных или раненых, созданием в больницах мобильных или постоянных баз или пунктов по подготовке крови, при необходимости агитацией к донорству, распределением донорской крови и её компонентов между медицинскими центрами и больницами по всей стране. Эта организация — единственный в Иране поставщик крови и её компонентов в больницы и медицинские центры.

## Цели Организации переливания крови
Целями Организации является участие в уходе за пациентами, обеспечение здоровой кровью в достаточном количестве, увеличение количества добровольных доноров, сотрудничество с больницами в случае проблем с переливанием крови, увеличение количества центров по переливанию крови.

## Общие сведения о донорстве в Иране
Самой главной целью переливания крови в Иране является предоставление здоровой крови и её компонентов больным и нуждающимся, в соответствии с установленными международными стандартами, а также развитие трансфузионной медицины. Процент донорства в Иране составляет 52 %, из них в 95 % случаев донорами являются мужчины, и лишь в оставшихся 5 % — женщины.
По мнению специалистов, каждый взрослый человек в возрасте от 18 до 65 лет и при среднем весе 50 кг может сдать от 250 до 450 мл крови без угрозы своему здоровью. При этом доноры не только делают вклад в свое собственное здоровье, но и спасают жизни других людей. Каждый здоровый человек может сдавать кровь до 4 раз в год не чаще чем раз в два месяца. Донорство крови является одним их эффективных способов обнаружения скрытых инфекций крови у добровольцев.
Основными потребителями донорской крови и её компонентов в Иране являются следующие: больные, страдающие от талассемии и гемофилии; больные, находящиеся на лечении диализом; люди, которым необходимо обширное оперативное вмешательство; люди, страдающие от геморрагической болезни; новорожденные, страдающие желтухой, вызванной несовместимостью крови матери и плода; больные, после пересадки органов и при тяжелых ожогах; страдающие раком, особенно в период лечения химиотерапией.
В Священный месяц Рамадан уровень донорства в Иране падает. Это связано с соблюдением иранцами строго поста, в течение которого запрещено есть до захода солнца.